# تپه شهران غربی
تپه شهران غربی مربوط به هزاره اول قبل از میلاد است و در شهرستان رودبار، بخش رحمت‌آباد و بلوکات، دهستان رحمت‌آباد، روستای شهران واقع شده و این اثر در تاریخ ۲ مرداد ۱۳۸۷ با شمارهٔ ثبت ۲۳۰۴۷ به‌عنوان یکی از آثار ملی ایران به ثبت رسیده است.